# Puchar Beskidów 1959
Puchar Beskidów 1959 – druga edycja zawodów międzynarodowych rozegrana w dniach 17-18 stycznia 1959. W ramach cyklu rozegrano dwa konkursy, Pierwszy odbył się na skoczni w Wiśle-Malince, drugi w Szczyrku-Skalite. Pierwszy konkurs wygrał Fin Risto Vuorinen a drugi Władysław Tajner. W klasyfikacji generalnej po raz drugi tryumfował Władysław Tajner.

## Terminarz
| Lp. | Data             | Miejscowość | Skocznia | 1. miejsce       | 2. miejsce       | 3. miejsce   |
| --- | ---------------- | ----------- | -------- | ---------------- | ---------------- | ------------ |
| 1.  | 17 stycznia 1959 | Wisła       | Malinka  | Risto Vuorinen   | Władysław Tajner | Gustaw Bujok |
| 2.  | 18 stycznia 1959 | Szczyrk     | Skalite  | Władysław Tajner | Risto Vuorinen   | Gustaw Bujok |

### Klasyfikacja generalna
| Miejsce | Zawodnik              | Punkty |
| ------- | --------------------- | ------ |
| 1.      | Władysław Tajner      | 435,5  |
| 2.      | Risto Vuorinen        | 433,5  |
| 3.      | Gustaw Bujok          | 425    |
| 4.      | Zdzisław Hryniewiecki | 416    |
| 5.      | Antoni Łaciak         | 413,5  |